# Афанасьев, Леонид Леонидович
 Леонид Леонидович Афанасьев — советский хозяйственный, государственный и политический деятель, спортивный функционер, доктор технических наук (1960), профессор, Заслуженный деятель науки и техники РСФСР.
Ректор Московского автомобильно-дорожного государственного технического университета (МАДИ, с 1961 по 1982 год). Председатель Федерации автомобильного спорта СССР (ФАС СССР, с 1967 по 1982 год), вице-президент Международной федерации автоспорта (FISA, с 1978 по 1982 год).

## Биография
Родился в 1912 году в Красноярске. Член КПСС.
С 1927 года — на хозяйственной, общественной и политической работе. Рабочий, кочегар на пароходах, студент Московского автомобильно-дорожного института, участник Великой Отечественной войны, инженер-майор, руководящий работник автомобильного транспорта СССР, старший преподаватель кафедры «Эксплуатация автотранспорта», декан механического факультета, декан факультета Автомобильного транспорта.
С 1934 года активно участвовал в автомотосоревнованиях, был гонщиком, затем судьёй, техкомиссаром и организатором соревнований.
В 1959 году избран в руководящие органы Международной автомобильной федерации (ФИА), с 1978 года — вице-президент Международной федерации автоспорта (ФИСА).
С 1961 года — ректор Московского автомобильно-дорожного государственного технического университета (МАДИ).
С 1967 года — председатель Федерации автомобильного спорта СССР (ФАС СССР).
Стал инициатором создания в МАДИ лаборатории спортивных автомобилей — ЛСА МАДИ, в которой разрабатывались гоночные автомобили, проводилась подготовка спортивных легковых машин, разрабатывались методики испытаний спортивных шин для НИИШП. Существовала своя автоспортивная команда, добивавшаяся в том числе международных успехов. Штатные сотрудники ЛСА с 1977 года стали преподавать студентам университета лекции и вести лабораторные занятия по созданной специализации «Автомобильный спорт».
Умер в Москве в 1982 году. Похоронен на Кунцевском кладбище.

### Публикации на русском языке
- Афанасьев Л., Платонов А. Я. Сборник упражнений по курсу «Эксплуатация автомобилей» /Моск. дор.-мех. техникум. — М., 1938.
- Крамаренко Г. В., Афанасьев Л. Л. Эксплуатация автомобилей. — М.-Л.: Изд-во М-ва коммун. хоз-ва РСФСР, 1948. — 330 с.
- Крамаренко Г. В., Афанасьев Л. Л. Эксплуатация автомобильного транспорта. — М.: Машгиз, 1949. — 376 с.
- Справочник автомобильного механика / Л. Л. Афанасьев, В. А. Иларионов, Н. Э. Струве, К. С. Шестопалов; Под общ. ред. Л. Л. Афанасьева. — М.: Машгиз, 1951. — 628 с.
- Техническая подготовка автомобиля к соревнованиям /Л. Л. Афанасьев, Г. И. Клинковштейн, А.Понизовкин и др. — М.: Машгиз, 1951. — 173 с.
- Афанасьев Л. Л. Организация автомобильных перевозок: Учеб. для техникумов. — М.: Машгиз, 1953. — 339 с.
- Афанасьев Л. Л. Автомобильные соревнования на экономию бензина. — М.: Физкультура и спорт, 1954. — 64 с.
- Справочник автомобильного механика /Л. Л. Афанасьев, В. А. Иларионов, Н. Э. Струве, К. С. Шестопалов. — 2-е изд., перераб. и доп. — М.: Машгиз, 1955. — 775 с.
- Афанасьев Л. Л. Автомобильные перевозки: Учеб. для автомоб.-дор. техникумов. — М.: Автотрансиздат, 1956. — 280 с.
- Технико-экономические вопросы использования подвижного состава автомобильного транспорта: Тр. / МАДИ; Под общ. ред. Л. Л. Афанасьева. — М., 1956. — Вып.19. — 128 с.
- Афанасьев Л. Л. Автомобильные перевозки: Учеб. для вузов. — М.: Автотрансиздат, 1959. — 347 с.
- Справочник автомобильного механика /Л. Л. Афанасьев, В. А. Иларионов, Н. Э. Струве, К. С. Шестопалов. — 3-е изд., перераб. и доп. — М.: Машгиз, 1959. — 892 с.
- Централизованные перевозки грузов автомобильным транспортом /Л. Л. Афанасьев, Л. А. Бронштейн, М. С. Баш и др.; Под ред. И. М. Гобермана. — М.: Автотрансиздат, 1960. — 208 с.
- Люлько И. Д., Афанасьев Л. Л., Иларионов В. А. Словарь-минимум на английском языке «Двигатель» и «Автомобиль» /МАДИ. — М., 1961. — 67 с.
- Люлько И. Д., Афанасьев Л. Л., Иларионов В. А. Словарь-минимум на французском языке «Двигатель» и «Автомобиль» /МАДИ. — М., 1961. — 75 с.
- Афанасьев Л. Л., Колясинский Б. С., Маслов А. А. Гаражи и станции обслуживания автомобилей: (Альбом чертежей): Учеб. пособие для вузов. — М.: Автотрансиздат, 1962. — 104 с.
- Автомобили: Устройство, эксплуатация и ремонт: Учеб. пособие для ПТУ /В. М. Архангельский, Л. Л. Афанасьев, Л. В. Дехтеринский и др.; Под ред. Л. Л. Афанасьева. — М.: Машгиз, 1963. — 511 с.
- Автомобили: Устройство, эксплуатация и ремонт: Учеб. пособие для ПТУ /В. М. Архангельский, Л. Л. Афанасьев, Л. В. Дехтеринский и др.; Под ред. Л. Л. Афанасьева. — 2-е изд., испр. — М.: Машиностроение, 1965. — 511 с.
- Афанасьев Л. Л. Автомобильные перевозки: Учеб. для автомоб.-дор. техникумов по специальности «Техн. обслуживание и ремонт автомобилей». — М.: Трансп., 1965. — 351 с.
- Васильев Н. М., Ефимов В. Т., Иванов В. Н. Социальный прогресс и автомобилизация /Под ред. Л. Л. Афанасьева; МАДИ. — М., 1968. — 205 с.
- Афанасьев Л. Л., Колясинский Б. С., Маслов А. А. Гаражи и станции технического обслуживания автомобилей. — 2-е изд., перераб. и доп. — М.: Трансп., 1969. — 192 с.
- Справочник автомобильного механика /Л. Л. Афанасьев, В. А. Иларионов, Н. Э. Струве, К. С. Шестопалов. — 4-е изд., перераб. и доп. — М.: Машиностроение, 1969. — 688 с.
- Игнатов H.А. Психофизиологические основы труда шофера /Под ред. Л. Л. Афанасьева. — М.: Высш. шк., 1969. — 102 с.
- Опыт дорожного строительства в СССР и за рубежом /Редкол.: Л. Л. Афанасьев, В. Ф. Бабков, Н. М. Васильев. — М.: Междунар. отношения, 1969. — 143 с.
- Автомобиль. Устройство, эксплуатация и безопасность движения: Учеб. пособие для ПТУ и подгот. рабочих на пр-ве /В. М. Архангельский, Л. Л. Афанасьев, В. А. Иларионов и др. — 3-е изд., доп. и перераб. — М.: Машиностроение, 1972. — 399 с.
- Афанасьев Л. Л., Цукерберг С. М. Автомобильные перевозки: Учеб. по специальности «Автомоб. трансп.» для вузов. — М.: Трансп., 1973. — 320 с.
- Вопросы психофизиологии человека на автомобильном транспорте /В. П. Иванов, Н. В. Борисюк, С. А. Елисеева, В. Н. Сытник; Под ред. Л. Л. Афанасьева. — М.: Высш. шк., 1973. — 307 с.
- Афанасьев Л. Л., Цукерберг С. М. Погрузочно-разгрузочные работы на автомобильном транспорте. — М.: Высш. шк., 1974. — 62 с.
- Афанасьев Л. Л. Повесть о настоящем ралли // За рулем. — 1974. — № 1. — С. 35. — Рец. на кн.: Клеманов Ю. Гонщики. — М., 1973.
- Автомобильный и городской транспорт /Гл. ред. Л. Л. Афанасьев. ; Отв. ред.: Г. В. Крамаренко, В. А. Юдин. — М., 1976. — 139 с.- (Итоги науки и техники /ВИНИТИ; Т. 6).
- Формирование научного мировоззрения студентов в учебно-воспитательном процессе в высших технических учебных заведениях /А. Г. Спиркин, Л. Л. Афанасьев, И. Б. Новик и др.; МАДИ; Высш. шк. трансп. им. Ф.Листа, ГДР; Высш. шк. трансп. г. Жилина, ЧССР. — М., 1976. — 146 с.
- Автомобильный и городской транспорт /Гл. ред. Л. Л. Афанасьев. — М., 1978. — 142 с.- (Итоги науки и техники /ВИНИТИ; Т. 7).
- Афанасьев Л. Л., Маслов А. А., Колясинский Б. С. Гаражи и станции технического обслуживания автомобилей: (Альбом черт.). — 3-е изд., перераб. и доп. — М.: Трансп., 1980. — 216 с.
- Афанасьев Л. Л., Либерман С. Ю. Исследование научно-технических проблем автомобильного транспорта за рубежом (обзор публикаций за 1977—1981 гг.). — М., 1982. — 64 с.
- Афанасьев Л. Л., Дьяков А. Б., Иларионов В. А. Конструктивная безопасность автомобиля: Учеб. пособие для студентов втузов, обучающихся по спец. «Орг. дор. движения». — М.: Машиностроение, 1983. — 212 с.
- Афанасьев Л. Л., Островский H. Б., Цукерберг С. М. Единая транспортная система и автомобильные перевозки: Учеб. для студентов вузов, обучающихся по спец. «Автомобили и автомоб. хоз-во». — 2-е изд., перераб. и доп. — М.: Трансп., 1984. — 333 с.
- Пассажирские автомобильные перевозки: Учеб. для студентов вузов /Л. Л. Афанасьев, А. И. Воркут, А. Б. Дьяков и др.; Под ред. H.Б.Островского. — М.: Трансп., 1986. — 220 с.

### Публикации на иностранных языках
- Крамаренко Г. В., Афанасьев Л. Л. Эксплуатация автомобильного транспорта. — М.: Машгиз, 1949. — 402 с. — На кит. яз.
- Крамаренко Г. В., Афанасьев Л. Л. Эксплуатация автомобильного транспорта. — София, 1952. — На болг. яз.
- Крамаренко Г. В., Афанасьев Л. Л. Эксплуатация автомобильного транспорта: (Учеб. для автодор. вузов). — Таллин: Эстгосиздат, 1952. — 364 с. — На эстон. яз.
- Kramarenko G. V., Afanaszjev L. L. A gepkocsiszallitas uzemtana. — Budapest: Muszaki Konyvkiado, 1955. — 444 l. — На венг. яз.
- Афанасьев Л. Л. Организация автомобильных перевозок: Учеб. для техникумов. — Пекин, 1957. — На кит. яз.
- Афанасьев Л. Л. Организация автомобильных перевозок: Учеб. для техникумов. — Прага, 1958. — На чеш. яз.
- Справочник автомобильного механика /Л. Л. Афанасьев, В. А. Иларионов, Н. Э. Струве, К. С. Шестопалов. — 3-е изд., перераб. и доп. — Пекин, 1958. — На кит. яз.
- Afanaszjev L. L. Gepkocsifuvarozas. — Budapest: Muszaki Konyvkiado, 1962. — 411 l. — На венг. яз.
- Afanasjev L. L. Der Kraftverkehr. — Berlin: Transpress VEB Verlag fur Verkehrswesen, 1963. — 192 s.
- Afanasjew L. L. Przewozy samochodowe. — Warszawa: Wydawnictwa komunikacji i lacznosci, 1963. — 356 s.
- Афанасьев Л. Л. Автомобильные перевозки: Учеб. для вузов. — Варшава, 1964. — На пол. яз.
- Автомобили: [Устройство, эксплуатация и ремонт] /Л. Л. Афанасьев, В. М. Архангельский, Л. В. Дехтеринский и др. — М.: Высш. шк., 1965. — 408 с.- На фр. яз.
- Afanasiev L.L. Stato dei lavori e misure miranti a ridurre la tossicita di motori a combustione interna nell’URSS. — Tivoli, 1974. — 12 s.

### Интервью
- Союз науки и спорта. За рулём, № 8, 1982 (август 1982). Дата обращения: 4 июля 2022.